# Obred Mizraima
Obred Mizraima (engl. Rite of Misraïm) je jedan od obreda u slobodnom zidarstvu. Iz ovog obreda, kao i iz Obreda Memfis, proizašao je Obred Memfisa-Mizraima 1881. godine. Nema podataka da se Obred Mizraima danas radi samostalno. Obred je utemeljen u Veneciji 1801. godine iz djela Filatelea Abrahama te se proširio po Italiji (Milano, Genoa i Napulj) te kasnije i po Fancuskoj djelovanjem Marca Bedarrida.

## Povijest
Prema sačuvanim dokumentima, obred istog naziva djelovao je i 1782. godine na Zakintosu te 1796. godine u Veneciji.
Obred Mizraima se zbog referencije na Mizraim, što na klasičnom hebrejskom znači 'Egipat', poznat je i kao Egipatski obred, što stvara određenu zabunu s egipatskim slobodnim zidarstvom Alessandra Cagliostra koje je, iako povezano s ovim obredom, svojim proučavanjem mističnih i teurgijskih praksi, duboko različito. Cagliostro je 1784. godine osnovao Obred visokoegipatske masonerije (Rite of High Egyptian Masonry).
Marc Bédarride (1776. – 1846.) je najpoznatiji po širenju obreda Mizraima od 1813. godine. Služio je kao časnik u vojsci Prvog Francuskog Carstva u vrijeme Francuskih revolucionarnih ratova u Egiptu pod Napoleonovim vodstvom. Studirao je i egiptologiju, te je autor knjige Masonski obred Mizraima (fran. De l'Ordre Maconnique de Misraim). Godine 1814. i 1815. skupa sa svojom braćom Michelom i Josephom formirao je prvu ložu ovog obreda u Fancuskoj.
Čini se da su sustav i povelje braće Bédarride uvjerili mnoge slobodne zidare, uključujući Thoryja i grofa Murairea, koji su ih doveli u kontakt s ostalim slobodnim zidarima Škotskog obreda. Iako je formirano nekoliko drugih loža po ovom obredu, braća Bédarride su s krajem Francuskog Carstva, svedeni na nezaposlenost, počeli živjeti od širenja svog obreda, što je navelo neke od njih da se povuku iz obreda i zatraže 1816. godine njihov prijem u Veliki orijent Francuske, što naposljetku nije uspjelo.
Obred Mizraima nastavit će svoje djelovanje s usponima i padovima sve do 1822. godine, kada ga je Burbonska restauracijska policija zabranila jer su ga koristile kao pokriće liberalne i republičke političke strukture. Tada je zatvoreno desetak loža koje su ga činile i oduzet velik dio arhiva. Godine 1831. Obred je od Srpanjske Monarhije dobio pravo na rekonstituciju, ali uspjele su samo četiri lože u Parizu. Morrison (1780. – 1849.) je odigrao zapaženu ulogu u povijesti ovog obreda. Porijeklom iz Škotske, bivši vojni liječnik britanske vojske tijekom Napoleonskih ratova, nastanio se u Parizu 1822. godine. Strastven oko visokih slobodnozidarskih redova, bio je časnik svih sustava visokih stupnjeva koji su u to vrijeme postojali u Parizu i pridonio je rekonstrukcija Obreda Mizraima.
Između 1848. i 1862. godine obred Mizraima prošao je kroz krizu.
Godine 1881. je Giuseppe Garibaldi formirao Obred Memfisa-Mizraima koristeći strukturu ovog obreda, kao i Obreda Memfis.